# Serraria (Maceió)

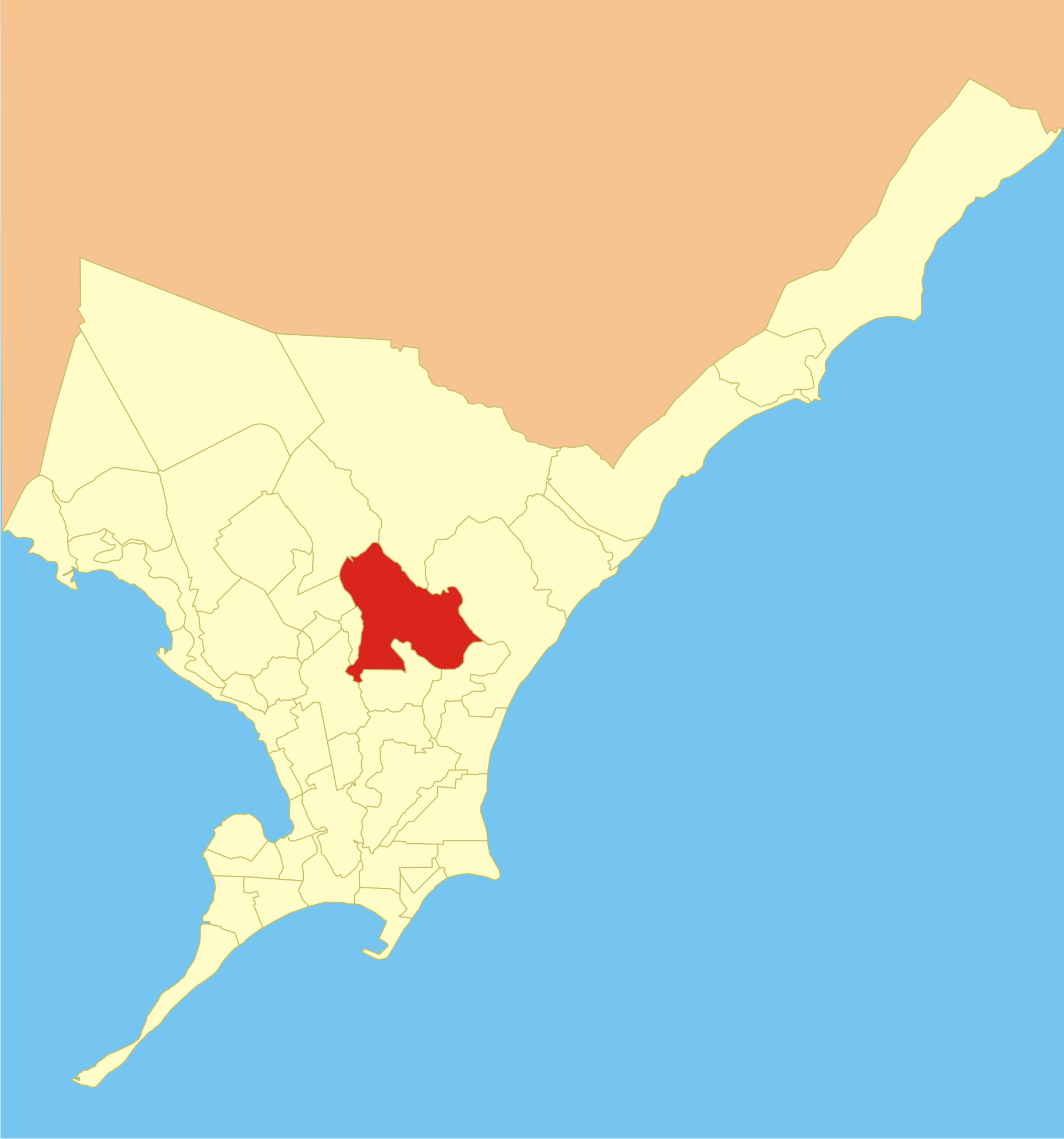
Localização do bairro Serraria na cidade de Maceió

Serraria é um bairro da cidade brasileira de Maceió, capital do estado de Alagoas. Foi criado pela lei municipal 4953 em 6 de janeiro de 2000. Altera a lei nº 4.687/98, que dispõe sobre o perímetro urbano de Maceió, a divisão do município em regiões administrativas e inclui o abairramento da zona urbana.
O bairro da Serraria possui muitos conjuntos habitacionais e condomínios fechados e um crescimento grande em prédios, escolas, restaurantes, supermercados e galerias. O clima também é mais ameno, por estar numa parte mais alta de Maceió.

## Histórico
A região onde fica o bairro da Serraria a história remonta ao período colonial brasileiro, por volta de 1750, por um grupo de portugueses que se instalaram na região para explorar a madeira. No passado, o bairro era conhecido por abrigar serrarias e marcenarias. Com o tempo, meados da década de 1970, inicialmente, a área era composta principalmente por chácaras e sítios. Com o passar dos anos, houve um processo de urbanização e crescimento populacional, transformando o local em um bairro resisdencial e comercial.
Embora a Serraria tenha se desenvolvido como um bairro urbano, ainda é possível encontrar algumas serrarias e marcenarias tradicionais na área. Esses estabelecimentos mantêm viva a tradição e a história da região.
Já o nome Serraria para o bairro e marcando os limites da região onde era conhecido as atividades das serrarias no passado foi efetuado com a lei municipal em 6 de janeiro de 2000. 

## Limites atuais
Descrição resumida do perímetro:
Serraria limita-se ao norte com Antares e Benedito Bentes, ao sul com Gruta de Lourdes e Barro Duro, ao Leste com Jacarecica e São Jorge, a Oeste com Ouro Preto e Jardim Petrópolis.
Área: 7,55 Km²
Quantidade de logradouros: 116
Região Administrativa: RA-5
- Início: cruzamento da avenida Muniz Falcão com a avenida Menino Marcelo.
- Fim: Rua Adolfo Gustavo.

## Descrição do perímetro
Do ponto inicial segue pela Rua Adelaide de Melo Monte e logo em seguida pela Avenida Nelson Marinho de Araújo até o encontro com o Poço da CASAL de referência PMU-01 situado às margens desta via. Deste ponto segue pelo talvegue situado no limite lateral do referido poço até o encontro com o talvegue do Riacho Reginaldo. Segue pelo talvegue do Riacho Reginaldo, no sentido contrário ao do seu curso até o encontro com o talvegue do Riacho Rego do Sebo. Segue por este último, atravessando a Rua Ouro Preto e continua pelo mesmo talvegue até o encontro com a Avenida Menino Marcelo, passando pela lateral esquerda do imóvel de n° 4501 daquela avenida. Segue pela Avenida Menino Marcelo até o encontro com a via sem denominação que encontra o talvegue que toma a direção nordeste na altura do limite lateral direito do Conjunto Residencial Bosque da Serraria. Segue por este talvegue citado até o encontro com o talvegue do Rio Jacarecica. Continua por este último até o encontro com o talvegue de um riacho sem denominação, afluente do Riacho Jacarecica, que toma a direção do oeste na altura do Balneário da Prefeitura Municipal de Maceió. Segue por este talvegue passando em paralelo a Estrada do Gama (Estrada de Jacarecica) e continuando pelo mesmo até o encontro com um outro talvegue que toma a direção sul sudoeste, na altura do Loteamento Bosque das Aroeiras. Continua por este último e depois pelo pequeno talvegue que toma a direção do oeste até o encontro com a Avenida Menino Marcelo, na altura do imóvel de n° 257 daquela avenida. Segue pela Avenida Menino Marcelo até o ponto inicial, no encontro desta com o cruzamento da Avenida Muniz Falcão e Rua Adelaide de Melo Monte.

## Avenidas e ruas
A Serraria possui uma variedade de estabelecimentos comerciais, como supermercados, lojas, farmácias e restaurantes. Além disso, existem escolas, igrejas e praças que atendem às necessidades da comunidade local. 
- Avenida Menino Marcelo

Popularmente conhecida como Via Expressa, é uma das principais vias do estado de Alagoas. Ela é uma rodovia federal diagonal, a BR-316, que liga Maceió a cidade de Belém do estado do Pará. Foi projetada para ligar interior do estado ao Porto de Maceió. Hoje denominada a uma avenida batizada com o nome do milagreiro Menino Marcelo. Em 1991, por dia, passavam pela “via expressa” pouco mais de 2000 veículos. Hoje, de acordo com o primeiro estudo realizado sobre a rodovia, apresentado pelo Departamento Nacional de Infra-estrutura de Transporte (DNIT) este ano, o fluxo é de 20 mil veículos diários. É nessa extensa avenida, também, que muitos turistas que embarcam no Aeroporto Internacional de Maceió Zumbi dos Palmares seguem para as praias do litoral sul alagoano.

## Transporte
O meio de transporte usado por moradores mais frequentemente é o ônibus, onde possue terminal de ônibus e algumas linhas originárias no bairro.
Terminais de ônibus:
- Terminal José Tenório - Rua Ariosvalda Getulio Vargas - Conj. José Tenório - Bairro Serraria - Maceió/AL[7]

Linhas de ônibus:
- 0033 - J. Tenório X Centro Via - Gruta / Rotary[8]
- 0606 - J. Tenório X Iguatemi / Gruta[9]

## População
Segundo o Censo de 2002, o Bairro da Serraria possui 22.675 habitantes e sendo o 14º bairro mais populoso de Maceió. 
Com a população masculina de 10.136 habitantes e a população feminina 12.539 habitantes, demonstrando que 55,3% eram mulheres e 44,7%  homens. Além disso, o censo mostrou também que o número de pessoas jovens era maior que o de pessoas idosas no bairro. Sendo a população composta de 20,3% de jovens e 4% de idosos. 

## Conjuntos Habitacionais
- Condomínio Residencial Serraria[13]

Fundada no dia 09 de Agosto de 2004. O condomínio está localizado na rua Adolfo Gustavo, 90.
- Residencial Industrial Luiz Dos Anjos[14]

Fundada no dia 07 de março de 2006. O condomínio está localizado na rua Gerson Lopes, 600.
- Conjunto José Tenório de Albuquerque Lins[15]

Fundada no dia 18 de Janeiro de 1987.
- Conjunto Senador Rui Palmeira
- Condomínio Teotônio Vilela
- Loteamento Murilópolis

## Cultura

### Carnaval
Antigos Blocos: 
- Bonecas da Serraria[16]

### Festas Juninas
- Palhoção da Serraria [17]

Palhoção da Serraria foi realizado pela primeira vez em 1993 na Praça do Conjunto Santa Ana sendo um evento realizado na época das festas juninas e durante anos foi o mais famoso de Maceió, ganhando o título "Palhoção mais charmoso de Alagoas", o Palhoção era um evento onde trazia bandas de forró da região, tal como a Banda Face Nova, em seu álbum Vol. 1 com uma música homenagem denominada de "Palhoção da Serraria".
Nos anos de 2000 houve revival a esta tradição do Palhoção, porém não ocorrendo em todos os anos.

## Eventos

### Igreja Católica Apostólica Romana
- Procissão do encontro do Senhor dos Passos com a Nossa Senhora das Dores

Encontro de duas procissões realizado de duas igrejas católicas do bairro da Serraria, a procissão do Senhor dos Passos com inicio na Igreja de São Judas Tadeu e a procissão da Nossa Senhora das Dores realizado na Igreja São Francisco de Assis, o encontro das duas procissões geralmente é feita na entrada Conjunto José Tenório de Albuquerque Lins, o encontro é realizada no bairro deste de 2002.
A procissão significa o encontro de Jesus com sua mãe Maria, que é celebrada na quarta estação da Via Sacra.